# Adnan Al Hafez
Adnan Al Hafez (arab عدنان الحافظ; ur. 23 kwietnia 1984 w Himsie) – syryjski piłkarz, grający na pozycji bramkarza.

## Kariera klubowa
Adnan Al Hafez rozpoczął swoją zawodową karierę w 2002 roku w klubie Al Karama. Z Al Karamą czterokrotnie zdobył mistrzostwo Syrii w 2006, 2007, 2008 i 2009, trzykrotnie Puchar Syrii w 2007, 2008, 2009, Superpuchar Syrii w 2008 oraz dotarł do finału Azjatyckiej Ligi Mistrzów w 2006. W klubie rywalizował o miejsce z innym reprezentacyjnym bramkarzem Mosabem Balhousem. W latach 2009–2010 występował w Al-Talija. Od 2010 do 2014 był zawodnikiem Al-Wahda Damaszek. Zdobył z nim dwa Puchary Syrii (2012, 2013) i mistrzostwo Syrii (2014). W sezonie 2014/2015 grał w Al Karama, a w 2015/2016 w US Martelange.

## Kariera reprezentacyjna
W reprezentacji Syrii Al Hafez zadebiutował w 2006 roku. W 2011 został powołany na Puchar Azji.